# Neonemura illiesi
Neonemura illiesi är en bäcksländeart som beskrevs av Peter Zwick 1972. Neonemura illiesi ingår i släktet Neonemura och familjen Notonemouridae. Inga underarter finns listade i Catalogue of Life.